# Leptostylus faulkneri
Leptostylus faulkneri es una especie de escarabajo longicornio del género Leptostylus, categorizada en la tribu Acanthocinini, de la subfamilia Lamiinae. Fue descrita por Hovore en 1988.

## Descripción
Mide 11 mm de longitud.

## Distribución
Se distribuye por México.